# Haldun Efemgil
Haldun Efemgil (ur. 7 września 1966) – turecki judoka. Dwukrotny olimpijczyk. Zajął dwudzieste miejsce w Seulu 1988 i dziewiętnaste w Barcelonie 1992. Walczył w wadze ekstralekkiej.
Uczestnik mistrzostw świata w 1989 i 1991. Srebrny medalista igrzysk śródziemnomorskich w 1987 i brązowy w 1991. Siódmy na mistrzostwach Europy w 1990 i 1992 roku.

## Letnie Igrzyska Olimpijskie 1988
| Konkurencja | Eliminacje          | Klas. końcowa |
| Konkurencja | Przeciwnik I        | Miejsce       |
| ----------- | ------------------- | ------------- |
| 60 kg       | József Csák (HUN) P | 20.           |

## Letnie Igrzyska Olimpijskie 1992
| Konkurencja | Eliminacje             | Eliminacje                 | Klas. końcowa |
| Konkurencja | Przeciwnik I           | Przeciwnik II              | Miejsce       |
| ----------- | ---------------------- | -------------------------- | ------------- |
| 60 kg       | Carlos Noriega (BOL) Z | Philippe Pradayrol (FRA) P | 19.           |